# Championnat Provincial des Coeurs Scotties
Championnat Provincial des Coeurs Scotties (ang. Quebec Scotties Tournament of Hearts) - prowincjonalne mistrzostwa kobiet Quebecu w curlingu, zwycięska drużyna występuje jako reprezentacja prowincji na Tournament of Hearts. Pierwsza edycja miała miejsce w 1957, mistrzostwa kraju rozgrywane są od 1961.

## Mistrzynie Quebecu
| Rok  | Czwarta               | Trzecia               | Druga                 | Otwierająca         | Pozycja na ToH |
| ---- | --------------------- | --------------------- | --------------------- | ------------------- | -------------- |
| 1957 | Rita Proulx           | Gwen Gibson           | Geneviève Comtois     | Mildred MacWilliams | x              |
| 1960 | Ruth Smith            | Shirley Fewster       | Margaret Dawson       | Lydia Hope          | x              |
| 1961 | Helena Ellyett        | Annabelle MacDonald   | Frances Aboud         | Margaret Lavery     | 7.             |
| 1962 | Anne Phillips         | Phillippa Jane Tanton | Isabel Campbell       | Elizabeth MacKenzie |                |
| 1963 | Inez Kerr             | Phyllis Campbell      | Grace Pratt           | Mary Gordon         | 6.             |
| 1964 | Anne Phillips         | Phillippa Jane Tanton | Alice Roberts         | Isabel Campbell     | 7.             |
| 1965 | Solange Larouche      | Jeanne d'Arc Dumoulin | Rita DeMarchi         | Cécile Bonenfant    | 8.             |
| 1966 | Nicole Janelle        | Roma Jean             | Paulette Janelle      | Mme Maurice Gagnon  | 4.             |
| 1967 | Shirley Bradford      | June Neville          | Patricia Berry        | Patricia Johnson    |                |
| 1968 | Peggy Bradshaw        | Frances Bedbrook      | Margaret Larsen       | Lillian Connolly    | 10.            |
| 1969 | Leona MacKimmie       | Bobbie Paul           | Patricia MacLean      | Lena Bradshaw       | 10.            |
| 1970 | Lee Tobin             | Joy Sjare             | Perry Landrigan       | Michelle Garneau    | 4.             |
| 1971 | Nicole Janelle        | Paulette Janelle      | Doris LaPointe        | Denise Côté         | 7.             |
| 1972 | Lee Tobin             | Pat Haslam            | Marilyn Hone          | Michelle Garneau    | 4.             |
| 1973 | Lee Tobin             | Francine Collison     | Marilyn Hone          | Michelle Garneau    | 7.             |
| 1974 | Frida Payson          | Margaret Wilkinson    | Margaret Earle        | Eleanor Weldon      | 7.             |
| 1975 | Lee Tobin             | Marilyn McNeil        | Michelle Garneau      | Laurie Ross         |                |
| 1976 | Joan Gregory          | Mary Beveridge        | Barbara Brown         | Janice Loney        | 5.             |
| 1977 | Carole Topp           | Nicole Labelle        | Suzanne Martin        | Katherine Randall   | 8.             |
| 1978 | Carole Topp           | Nicole Labelle        | Katherine Randall     | Ann Delage          | 8.             |
| 1979 | Lorraine Bowes        | Faye Gardiner         | Joan Brown            | Brenda Donnelly     | 5.             |
| 1980 | Dorothy Crowe         | Nicole Marcotte       | Joan Johnston         | Carolyn LeCraw      | 10.            |
| 1981 | Micheline Tremblay    | Nicole Bélisle        | Margot Lepage         | Carmen Gauthier     | 10.            |
| 1982 | Hélène Tousignant     | Marie Ferland         | Diane Caron           | Denise Grange       | 9.             |
| 1983 | Agnès Charette        | Linda Raby            | Guylaine Deschatelets | Odette Raby         | 6.             |
| 1984 | Agnès Charette        | Guylaine Deschatelets | Ginette Haspect       | Odette Raby         | 5.             |
| 1985 | Nicole Filion         | Julie Graham          | June Lemarre          | Mary Duranceau      | 11.            |
| 1986 | Helen Brussières      | Gisèle Potvin         | Muriel Émond          | Pierrette Cossette  | 5.             |
| 1987 | Hélène Tousignant     | Marie Ferland         | Nicole Corbin         | Josée Dauphinais    |                |
| 1988 | Francine Poisson      | Susanne Martin        | Carolyn LeCraw        | Sally Nelthorpe     | 7.             |
| 1989 | Agnès Charette        | Guylaine Dèschatelets | France Charette       | Hélène Chicoine     | 7.             |
| 1990 | Francine Poisson      | Katharine Brown       | Cindy McHugh          | Elena Gabrièle      | 11.            |
| 1991 | Francine Poisson      | Katherine Brown       | Cindy McHugh          | Margaret Pross      | 10.            |
| 1992 | Agnès Charette        | Chantal Osborne       | France Charette       | Sylvie Daniel       | 5.             |
| 1993 | Agnès Charette        | Chantal Osborne       | France Charette       | Sylvie Daniel       | 12.            |
| 1994 | Agnès Charette        | France Charette       | Chantal Osborne       | Sylvie Daniel       | 8.             |
| 1995 | Guylaine Crispo       | Catherine Derick      | Linda Kyle            | Caroline Boily      | 10.            |
| 1996 | Stéphanie Marchand    | Jessica Marchand      | Brenda Nicholls       | Julie Rainville     | 10.            |
| 1997 | Chantal Osborne       | France Charette       | Joëlle Sabourin       | Sylvie Daniel       | 6.             |
| 1998 | Marie-Claude Carlos   | Nathalie Gagnon       | Julie Blackburn       | Sylvie Fortin       | 12.            |
| 1999 | Janique Berthelot     | Joëlle Sabourin       | Annie Lemay           | Nancy Lemire        | 12.            |
| 2000 | Janique Berthelot     | Joëlle Sabourin       | Annie Lemay           | Valérie Leclerc     | 8.             |
| 2001 | Marie-France Larouche | Nancy Bélanger        | Annie Lemay           | Valérie Grenier     | 4.             |
| 2002 | Nathalie Gagnon       | Joëlle Belley         | Sylvie Fortin         | Julie Blackburn     | 8.             |
| 2003 | Nathalie Gagnon       | Karine Marchand       | Joëlle Belley         | Julie Blackburn     | 8.             |
| 2004 | Marie-France Larouche | Karo Gagnon           | Annie Lemay           | Véronique Grégoire  |                |
| 2005 | Brenda Nicholls       | Allison Ross          | Catherine Derick      | Marie-Josée Fortier | 9.             |
| 2006 | Eve Bélisle           | Pamela Nugent         | Martine Comeau        | Saskia Hollands     | 4.             |
| 2007 | Chantal Osborne       | Cheryl Morgan         | Catherine Derick      | Sylvie Daniel       | 9.             |
| 2008 | Marie-France Larouche | Nancy Bélanger        | Annie Lemay           | Joëlle Sabourin     | 4.             |
| 2009 | Marie-France Larouche | Nancy Bélanger        | Annie Lemay           | Joëlle Sabourin     |                |
| 2010 | Eve Bélisle           | Brenda Nicholls       | Martine Comeau        | Julie Rainville     | 7.             |
| 2011 | Marie-France Larouche | Annie Lemay           | Véronique Grégoire    | Véronique Brassard  | 8.             |
| 2012 | Marie-France Larouche | Brenda Nicholls       | Amélie Blais          | Anne-Marie Filteau  | 4.             |
| 2013 | Allison Ross          | Audrée Dufresne       | Brittany O'Rourke     | Sasha Beauchamp     | 9.             |
| 2014 | Allison Ross          | Melissa Gannon        | Brittany O'Rourke     | Pamela Nugent       | 11.            |
| 2015 | Lauren Mann           | Amélie Blais          | Brittany O'Rourke     | Anne-Marie Filteau  | 11.            |

## Reprezentacja Quebecu na Tournament of Hearts i mistrzostwach świata
Quebec tylko raz triumfował na mistrzostwach Kanady, było to w 1975, gdy zespołem dowodziła Lee Tobin. Dwukrotnie reprezentacja tej prowincji zajmowała 2. miejsce oraz trzykrotnie 3.
Zawodniczki z Quebecu jeszcze nigdy nie wystąpiły na mistrzostwach świata, organizowane są one dopiero od 1979.